# 羽月隆太郎
羽月 隆太郎（はつき りゅうたろう、2000年4月19日 - ）は、宮崎県宮崎市出身のプロ野球選手（内野手、外野手）。右投左打。広島東洋カープ所属。

## 経歴

### プロ入り前
6歳上の実兄に続いて、小学2年時にスポーツ少年団の「国富ドッグベアーズ」で野球を始めた。当初は投手だったが、宮崎市立宮崎東中学校時代に所属した宮崎リトルシニアで二塁手に転向した。
中学卒業後に鹿児島県の神村学園高等部へ進学すると、1年時の夏からレギュラーに定着。2年時の夏には、チームが第99回全国高等学校野球選手権大会の3回戦で敗れるまで、2試合の出場で三塁打2本を含む10打数4安打2打点を記録した。
2018年のNPBドラフト会議で、広島東洋カープから7巡目で指名され、契約金2500万円、年俸450万円（金額は推定）という条件で入団した。背番号は69。

### 広島時代
2019年は、二軍生活に終始。ウエスタン・リーグ公式戦では、19試合に出場した9月に打率.411、リーグ最多の月間30安打・13盗塁を記録するほど好調で、9月度のファーム月間MVP賞を受賞した。シーズン全体では89試合に出場。最終規定打席には到達しなかったものの、打率.300、リーグ2位の26盗塁という好成績を残した。
2020年は、春季キャンプから二軍に帯同。3月に行われた練習試合で、顔に死球を受け鼻骨を骨折した。ウエスタン・リーグ公式戦では、開幕から8月上旬までに出場した21試合で、規定打席未達ながら打率.327を記録していた。8月7日には、対阪神タイガース戦（MAZDA Zoom-Zoom スタジアム広島）で、「2番・二塁手」として先発出場し、一軍公式戦に初出場。2回表一死一・二塁の守備で木浪聖也が中堅方向へ放ったライナーをダイビングキャッチで捕球し、併殺を完成させて阪神の先制点を阻止した。さらに、その裏に一死一・三塁で迎えた第2打席で、セーフティスクイズを成功させ、初安打・初打点を記録（記録は投手・青柳晃洋への適時内野安打）。出塁後に松山竜平の本塁打で初得点も記録すると、5回裏二死一・二塁での第3打席で2点適時三塁打を放った。攻守にわたる活躍でチームの勝利に貢献し、試合後には松山と並んでヒーローインタビューを受けた。チーム事情などから8月30日に登録を抹消されたが、10月17日に再び登録されると、レギュラーシーズンが終了するまで一軍に帯同。一軍公式戦全体では、17試合の出場で打率が.182（33打数6安打）ながら、二塁打・三塁打を1本ずつ放ったほか、4打点を記録した。
2021年は、春季キャンプのスタートからオープン戦の終盤まで一軍に帯同。オープン戦では本職の二塁に加えて三塁を守ったほか、出場機会を増やす目的で、オープン戦の期間中から外野の守備練習を始めた。ウエスタン・リーグの公式戦では、主に外野手として出場しながら、4月上旬の時点でリーグトップの10盗塁を記録。4月9日から一軍へ再び合流すると、翌4月10日の対読売ジャイアンツ（巨人）戦（マツダ）で、一軍公式戦では初めて外野手としてスタメンに起用された。この試合で一軍公式戦での初盗塁を記録すると、「2番・中堅手」として先発出場に起用された5月8日の対中日ドラゴンズ戦（バンテリンドーム ナゴヤ）4回表の打席で初本塁打を記録。5月20日に、新型コロナウイルス感染を調べるPCR検査で、陽性判定を受けたことが発表され、5月21日に「感染拡大防止特例2021」の対象選手として出場選手登録を抹消された。隔離期間を経て、6月11日に一軍に再昇格した。6月27日に再び登録を抹消されると、8月5日に右手有鈎骨骨折による骨片摘出手術を受けた。9月8日の二軍戦で実戦復帰した。11月5日、400万円増となる推定年俸1400万円で契約を更改した。
2023年は6月11日の対千葉ロッテマリーンズ戦（ZOZOマリンスタジアム）二死満塁の場面で佐々木朗希の9球目の速球を打ち、同年初安打・初打点を記録した。最終的に自己最多の50試合に出場し、14盗塁を記録。クライマックスシリーズファーストステージ初戦の対横浜DeNAベイスターズ戦（MAZDA Zoom-Zoom スタジアム広島）では四球で出塁したマット・デビッドソンの代走として出場し、矢野雅哉の犠打で二塁へ進塁後、バッテリーが反応することができないほどの三盗を成功させ、菊池涼介のスクイズによる得点につなげた。11月15日、300万円増となる推定年俸1700万円で契約を更改した。
2024年は出場した53試合のうち、ほとんどの試合で代走として起用された。9月23日に脚を痛めて登録抹消された。オフの契約更改の場では、前年から要望していた「スペシャル査定」が反映され、600万円増の推定年俸2300万円で契約を更改した。さらに、背番号を00に変更した。

## プレースタイル・人物
手動計測ながら50m走で5秒7を記録したほどの脚力を持つ俊足巧打の内野手。身長167cm・体重70kgと小柄ながら、打撃ではミートの能力に長けている。
プロでの目標は「トリプルスリーの達成」で、広島への入団に際しては、盗塁数について「30（個という一定のレベルに収めるの）ではなく40（個）、41（個）と（いったペースで少しずつ）伸ばしていきたい」と宣言。入団時の担当スカウトである田村恵も、「足を使った野球が根本にあるカープに一番適した選手なので、（一軍へ昇格したら）ダイヤモンドを駆け回ってほしい」と太鼓判を押した。
憧れの選手は菊池涼介で、広島への入団を機にチームメイトになったことから、入団の際には「内野の守備で最初の一歩を踏み出す時に心掛けていることなど、訊きたいことがいろいろある」とコメント。入団2年目（2020年）の一軍公式戦では、正二塁手の菊池に代わって、随時先発起用されていた。その一方で、入団3年目（2021年）からは、首脳陣の勧めで外野も守っている。
底抜けに明るい性格の持ち主。広島への入団当初は、当時テレビCMで大きな話題を呼んでいたハズキルーペと苗字の「羽月」（はつき）にちなんで、チーム内で「ルーペ」というニックネームを付けられていた。以降は、「顔立ちが似ている」というハリー・ポッターシリーズのキャラクター名にちなんで、「ドビー」とも呼ばれている。
2024年から使用されている自身の応援歌を歌詞とメロディーともに気に入っている。

## 詳細情報

### 年度別打撃成績
| 年 度     | 球 団     | 試 合 | 打 席 | 打 数 | 得 点 | 安 打 | 二 塁 打 | 三 塁 打 | 本 塁 打 | 塁 打 | 打 点 | 盗 塁 | 盗 塁 死 | 犠 打 | 犠 飛 | 四 球 | 敬 遠 | 死 球 | 三 振 | 併 殺 打 | 打 率 | 出 塁 率 | 長 打 率 | O P S |
| --------- | --------- | ----- | ----- | ----- | ----- | ----- | -------- | -------- | -------- | ----- | ----- | ----- | -------- | ----- | ----- | ----- | ----- | ----- | ----- | -------- | ----- | -------- | -------- | ----- |
| 2020      | 広島      | 17    | 40    | 33    | 3     | 6     | 1        | 1        | 0        | 9     | 4     | 0     | 2        | 5     | 0     | 2     | 0     | 0     | 7     | 0        | .182  | .229     | .273     | .501  |
| 2021      | 広島      | 39    | 117   | 102   | 16    | 26    | 3        | 2        | 1        | 36    | 11    | 6     | 1        | 7     | 0     | 8     | 0     | 0     | 26    | 0        | .255  | .309     | .353     | .662  |
| 2022      | 広島      | 44    | 99    | 94    | 10    | 23    | 5        | 2        | 0        | 32    | 10    | 2     | 3        | 1     | 0     | 4     | 1     | 0     | 17    | 1        | .245  | .276     | .340     | .616  |
| 2023      | 広島      | 50    | 53    | 47    | 10    | 7     | 1        | 0        | 0        | 8     | 4     | 14    | 6        | 2     | 0     | 4     | 0     | 0     | 12    | 3        | .149  | .216     | .170     | .386  |
| 2024      | 広島      | 53    | 25    | 22    | 12    | 5     | 1        | 0        | 0        | 6     | 1     | 12    | 7        | 2     | 0     | 1     | 0     | 0     | 8     | 0        | .227  | .261     | .273     | .534  |
| 通算：5年 | 通算：5年 | 203   | 334   | 298   | 51    | 67    | 11       | 5        | 1        | 91    | 30    | 34    | 19       | 17    | 0     | 19    | 1     | 0     | 70    | 4        | .225  | .271     | .305     | .576  |

- 2024年度シーズン終了時

### 年度別守備成績
| 年 度 | 球 団 | 二塁  | 二塁  | 二塁  | 二塁  | 二塁  | 二塁     | 三塁  | 三塁  | 三塁  | 三塁  | 三塁  | 三塁     | 外野  | 外野  | 外野  | 外野  | 外野  | 外野     |
| 年 度 | 球 団 | 試 合 | 刺 殺 | 補 殺 | 失 策 | 併 殺 | 守 備 率 | 試 合 | 刺 殺 | 補 殺 | 失 策 | 併 殺 | 守 備 率 | 試 合 | 刺 殺 | 補 殺 | 失 策 | 併 殺 | 守 備 率 |
| ----- | ----- | ----- | ----- | ----- | ----- | ----- | -------- | ----- | ----- | ----- | ----- | ----- | -------- | ----- | ----- | ----- | ----- | ----- | -------- |
| 2020  | 広島  | 9     | 11    | 13    | 0     | 2     | 1.000    | 4     | 7     | 5     | 0     | 2     | 1.000    | -     | -     | -     | -     | -     | -        |
| 2021  | 広島  | 4     | 5     | 6     | 0     | 1     | 1.000    | 4     | 3     | 1     | 0     | 0     | 1.000    | 25    | 45    | 0     | 1     | 0     | .978     |
| 2022  | 広島  | 14    | 17    | 27    | 0     | 6     | 1.000    | 4     | 1     | 8     | 2     | 1     | .818     | 7     | 10    | 1     | 1     | 0     | .917     |
| 2023  | 広島  | 15    | 28    | 34    | 0     | 9     | 1.000    | 2     | 0     | 1     | 0     | 0     | 1.000    | -     | -     | -     | -     | -     | -        |
| 2024  | 広島  | 6     | 3     | 4     | 0     | 1     | 1.000    | 5     | 1     | 7     | 1     | 2     | .875     | -     | -     | -     | -     | -     | -        |
| 通算  | 通算  | 48    | 64    | 84    | 0     | 19    | 1.000    | 19    | 12    | 22    | 3     | 5     | .912     | 32    | 55    | 1     | 2     | 0     | .966     |

- 2024年度シーズン終了時

### 記録
初記録
- 初出場・初先発出場：2020年8月7日、対阪神タイガース6回戦（MAZDA Zoom-Zoom スタジアム広島）、「2番・二塁手」で先発出場
- 初打席：同上、1回裏に青柳晃洋から捕前犠打
- 初安打・初打点：同上、2回裏に青柳晃洋から投前適時安打
- 初盗塁：2021年4月10日、対読売ジャイアンツ2回戦（MAZDA Zoom-Zoom スタジアム広島）、6回裏に二盗（投手・チアゴ・ビエイラ、捕手・炭谷銀仁朗）
- 初本塁打：2021年5月8日、対中日ドラゴンズ7回戦（バンテリンドーム ナゴヤ）、4回表に福谷浩司から右越ソロ

### 背番号
- 69（2019年[5] - 2024年）
- 00（2025年[31] - ）